# أدب المفتي والمستفتي
أدب المفتي والمستفتي هو كتاب من تأليف الإمام أبي عمرو عثمان بن عبد الرحمان المعروف بـ ابن الصلاح الشهرزوري، ذكر فيه شروط المفتي وأوصافه وأحكامه، وصفة المفتي وأحكامه، وكيفية الفتوى والاستفتاء، وآدابها. نشرته مكتبة العلوم والحكم في المدينة المنورة وطُبِع عام 1423 هـ - 2002 م بتحقيق الدكتور موفق عبد الله عبد القادر.

## فهرس الكتاب
- بيان شَرَف الفتوى وخطرها وغَررها
- القول في شروط المفتي وصفاته وأحكامه وآدابه
- المفتي الذي ليس بمستقل (أحوال المفتي المنتسب)
- القول في أحكام المفتين وفيه مسائل
- كيفية الفتوى وآدابها
- القول في صفة المستفتي وأحكامه وآدابه

## مقدمة المحقق
قال الدكتور موفق عبد الله عبد القادر في مقدمته:
| أدب المفتي والمستفتي | بسم الله الرحمن الرحيم. إن الحمد لله نحمده ونستعينه ونستغفره، ونعوذ بالله من شرور أنفسنا وسيئات أعمالنا، من يهده الله فلا مضل له، ومن يضلل فلا هادي له. ونصلي ونسلم على سيدنا محمد وعلى آله وصحبه، ومن تبع هديه وسار على نهجه إلى يوم الدين. قال الله تعالى: {فَاسْأَلُوا أَهْلَ الذِّكْرِ إِنْ كُنْتُمْ لا تَعْلَمُونَ}, وقال تعالى: {وَأَنِ احْكُمْ بَيْنَهُمْ بِمَا أَنزَلَ اللَّهُ وَلا تَتَّبِعْ أَهْوَاءَهُمْ وَاحْذَرْهُمْ أَنْ يَفْتِنُوكَ عَنْ بَعْضِ مَا أَنزَلَ اللَّهُ إِلَيْكَ فَإِنْ تَوَلَّوْا فَاعْلَمْ أَنَّمَا يُرِيدُ اللَّهُ أَنْ يُصِيبَهُمْ بِبَعْضِ ذُنُوبِهِمْ وَإِنَّ كَثِيرًا مِنَ النَّاسِ لَفَاسِقُونَ}. أما بعد: 1- فإن موضوع الفتيا وما يتعلق بها من الآداب والشروط يمثل جانبًا من جوانب علم الأصول فلا يكاد كتاب في علم الأصول يخلو من بحث هذا الجانب والحديث عنه، ونظرًا لأهمية منزلة الفتيا وخطرها فقد صنف الأئمة في هذا المجال مصنفات مستقلة تبين أهمية الفتيا وخطرها، وآداب المفتي والمستفتي ومن هذه المصنفات كتاب "أدب المفتي والمستفتي" للإمام الحافظ أبي عمرو ابن الصلاح, المتوفى سنة "643هـ"، وابن الصلاح -رحمه الله تعالى- ليس هو أول من كتب في هذا المجال, فقد سبقه أبو القاسم عبد الواحد بن الحسين بن محمد القاضي الصيمري "ت 386هـ" في كتابه "أدب المفتي والمستفتي" والحافظ المؤرخ أحمد بن علي بن ثابت الخطيب البغدادي "ت 463هـ" في كتابه "الفقيه والمتفقه"، والإمام الحافظ يوسف بن عبد البر "ت 463هـ" في كتابه "جامع بيان العلم وفضله"2 وغير ذلك مما كتبه أهل الأصول في مصنفاتهم الأصولية كالجويني، والغزالي، وأبي المظفر السمعاني، وأبي بكر القفال الصغير، وأبي إسحاق الإسفراييني، وأبي عبد الله الحليمي، وأبي إسحاق الشيرازي، وإلكيا الهراسي, وغيرهم كثير، وقد استفاد ابن الصلاح -رحمه الله تعالى- من هذا العمل الطيب المبذول، وأضاف إليه وهذه هي القيمة العلمية الأولى للكتاب قيمة التواصل العلمي بين المتقدمين والمتأخرين واستفادة الخلف من جهد السلف والإضافة إليه إن هذا التواصل العلمي بين أجيال علماء المسلمين، هو الذي دفع الإمام النووي "ت 676هـ" إلى اقتباس كتاب أبي القاسم الصيمري، ثم الخطيب البغدادي، ثم الشيخ أبي عمرو ابن الصلاح والإشادة بجهودهم، قال النووي: "وقد طالعت كتب الثلاثة ولخصت منها جملة مختصرة مستوعبة لكل ما ذكروه من المهم، وضممت إليها نفائس من متفرقات كلام الأصحاب, وبالله التوفيق". ثم جاء الإمام أحمد بن حمدان الحَرَّاني الحنبلي "ت 695هـ" فأخذ كتاب ابن الصلاح وضمه في كتابه "صفة الفتوى والمستفتي". ثم جاء الإمام شمس الدين محمد بن أبي بكر الدمشقي, المعروف بابن قيم الجوزية "ت 751هـ" فأخذ كتاب ابن الصلاح, وضمه في كتابه "إعلام الموقعين عن رب العالمين". واستمرت حلقة التواصل العلمية بين الأجيال المتتابعة من علماء المسلمين, حتى جاء السيوطي "ت 911هـ" فاقتبس من كتاب ابن الصلاح في كتاب "آداب الفتوى"، وكتاب "الرد على من أخلد إلى الأرض وجهل أن الاجتهاد في كل عصر فرض". إن هذه الروح العلمية بين علماء المسلمين، وهذا التواصل بينهم يدل على الروح الأخلاقية التي يتخلق بها علماء المسلمين المبنية على أساس الحب والإخاء والتعاون وتقدير الجهد الطيب الخير والاستفادة منه، ودعوة الله عز وجل بالخير لصاحبه، دون النظر إلى مذهبه أو جنسه، فابن الصلاح شافعي، وابن حمدان حنبلي، وكذا ابن القيم والأساس الذي قاموا عليه هو المحبة في الله، والتعاون على فتح آفاق المعرفة وخدمة هذا الدين. 2- ونظرًا لخطورة "الفتيا" وحاجة الناس إلى الاجتهاد، ولكي لا تصبح "الفتيا" وظيفة حكومية يصدرها نفر وضعوا أنفسهم في خدمة الحكام الكافرين، والظالمين، والفاسقين، وحتى لا يتجرأ على "الفتيا" أنصاف المتعلمين.... ولحفظ هذا الدين من يد العابثين والمبتدعين ... صنف علماء المسلمين في "أدب المفتي والمستفتي"، ليعرف العالم منزلته قبل أن يصدر "الفتيا"، ويعلم المستفتي أدب الاستفتاء ولمن يستفتي. وكتاب ابن الصلاح "أدب المفتي والمستفتي" هو واحد من هذه المصنفات التي وفَّت هذه الأغراض كلها فخدمت "المفتي" و"المستفتي" ... وهو حلقة وصل بين الأجيال المتقدِّمة والأجيال المتأخرة ... ولقد بذلت في دراستهِ وتحقيقه والتعليق عليه قُصَارى جهدي فإن أصبت فمن الله تعالى، وإن أخطأت فمني واستغفر الله. ولا يسعني في هذا المقام إلا أن أتقدم بخالص شكري ودعائي لكلِّ من ساعد في إخراج هذا الكتاب القيم إلى حيز الوجود ... {رَبَّنَا لا تُؤَاخِذْنَا إِنْ نَسِينَا أَوْ أَخْطَأْنَا رَبَّنَا وَلا تَحْمِلْ عَلَيْنَا إِصْرًا كَمَا حَمَلْتَهُ عَلَى الَّذِينَ مِنْ قَبْلِنَا رَبَّنَا وَلا تُحَمِّلْنَا مَا لا طَاقَةَ لَنَا بِهِ وَاعْفُ عَنَّا وَاغْفِرْ لَنَا وَارْحَمْنَا أَنْتَ مَوْلانَا فَانصُرْنَا عَلَى الْقَوْمِ الْكَافِرِينَ}... | أدب المفتي والمستفتي |

وما لخصه النووي في مقدمة المجموع 1/ 40- 58 أفرده بعضهم بالطبع باسم «أدب الفتوى والمفتي والمستفتي» فاشتهر حديثاً على أنه كتاب مفرد.

## وصلات خارجية
- للتصفح أون لاين: كتاب أدب المفتي والمستفتي في موقع المكتبة الشاملة